# Lars Ulvenstam
Lars Henrik Ulvenstam, ursprungligen Eriksson, född 28 januari 1921 i Göteborg, död 26 november 2017 i Stockholm, var en svensk litteraturvetare, journalist, författare och TV-producent.

## Biografi
Ulvenstam blev 1955 filosofie doktor på en avhandling om Den åldrade Selma Lagerlöf. Han var medarbetare i Veckojournalen 1944–1956, chefredaktör för Röster i radio-TV 1957–1964, anställd vid Sveriges Televisions (SVT) kulturredaktion 1965–1976, kulturråd vid Sveriges ambassad i Washington 1976–1983 och därefter producent vid SVT. 1974 tilldelades Ulvenstam Stora journalistpriset, delat med Thomas Dillén.
1963 skrev han boken Göteborg – en stad och dess människor där han beskriver dåtidens Göteborg och stadens karaktär och historia. I boken delar han med sig av personliga minnen och möten med flera historiska personer och vanliga göteborgare. Den illustrerades av Acke Jansson och kom i nyutgåva 1999 med titeln Göteborg – folket och stan.
Ulvenstam var mellan åren 1978 och 2005 värd för radioprogrammet Sommar i P1 22 gånger, 10 gånger som säsongsavslutare (1988–1992, 1999, 2001–2005). Ulvenstam utgav ett antal böcker i olika ämnen, bland annat sina Sommar-program i bokform, samt monografier över Harry Martinson (1950) och Selma Lagerlöf (1955). Ulvenstams bok Så blev mitt liv (1976), som byggde på intervjuer med äldre människor, blev en bästsäljare och anekdoterna från intervjuerna i boken använde Ulvenstam i sina sommarprat, som ofta hade döden och åldrandet som tema.
2019 visade Riksarkivet Landsarkivet i Göteborg utställningen "Där ingen ska bo – en utställning om Östra Nordstans historia" som skapades med hjälp av medborgarforskning och designstudenter från Högskolan för design och konsthantverk, och som utgick från och visade Lars Ulvenstams film Dom spränger i min stad i mitt hjärta från 1964. Filmen handlar om stadsdelen Östra Nordstan i Göteborg, före rivningarna som skulle ge plats för shoppingcentret Nordstan.